# 薩雷亞穆
薩雷亞穆（法語：Sareyamou），是馬里的城鎮，位於該國中部，由通布圖區的迪雷省負責管轄，面積534平方公里，海拔高度262米，2009年人口19,357，人口密度每平方公里36.25人。